# Gisborne (regio)
Gisborne (Maori: Tūranga-nui-a-Kiwa) is een regio en een district van Nieuw-Zeeland, gelegen op het Noordereiland. De hoofdstad en het administratief centrum is het gelijknamige Gisborne. Het is genoemd naar een vroeg-koloniale secretaris, William Gisborne. Gisborne is de meest oostelijk gelegen stad. Daar begint als eerst de dag. James Cook heeft er de eerste voet aan wal gezet in 1769. Voor James Cook kwam woonden de Maori’s er al heel lang. Door Gisborne stromen 3 rivieren. Er zijn veel parken verspreid over de stad. Door de rivieren zijn er veel bruggen in Gisborne gebouwd. Daarom wordt het ook wel "the city of the bridges" (de stad van de bruggen) genoemd. Gisborne heeft veel historie door James Cook. Er zijn daardoor veel musea in Gisborne. Er wordt in deze musea veel over de Maori’s tentoongesteld. Bij het museum staat nog het oudste huis van Gisborne, Wyllie Cottage. Het is in 1872 gebouwd.

## East Coast regio
Het gebied ligt in de noordoostelijke hoek van het Noordereiland, en wordt ook wel "East Cape" (Oostkaap), "East Coast" (Oostkust) of "Eastland" (Oostland) genoemd. Het is een dunbevolkt en geïsoleerd gebied, met voornamelijk aan de kust een aantal kleine nederzettingen, zoals Tokomaru Bay en Tolaga Bay. Naast de hoofdstad Gisborne wonen de meeste mensen in Ruatoria. Er wonen ongeveer 45.000 mensen in het gebied, waarvan twee derde in de stad. Geen van de andere plaatsen heeft meer dan 1000 inwoners.
Het binnenland is voornamelijk bosgebied met bergen. Het nationaal park Te Urewera ligt in het westen van de regio, en het Kaingaroa Forest ligt ertegenaan. Er loopt een bergrug door het midden van het land. Mount Hikurangi is met 1629m de hoogste berg en ligt in het noordoosten. Dit is de op vijf na hoogste berg op het Noordereiland. Het is een heilige berg voor de Māori, en de claim dat het in de zomer de eerste berg is die de zon begroet heeft een kern van waarheid.
De regio heeft een iets hoger percentage Māori dan het nationaal gemiddelde, meer dan 50% in sommige delen, en heeft nog steeds een sterke band met zowel de Māori traditie alsook met de iwi en marae structuur. De grootste iwi in de regio zijn Ngāti Porou, Rongowhakaata, Ngai Tamanuhiri, Te Aitanga a Mahaki.
Ruatoria, Tolaga Bay, Tokomaru Bay, Waipiro Bay, Hicks Bay, Tikitiki, Whangara
In het gebied bevinden zich twee belangrijke arboreta:
- Eastwoodhill Arboretum in Ngatapa; het nationale arboretum van Nieuw-Zeeland;
- Hackfalls Arboretum in Tiniroto, met een belangrijke collectie (Mexicaanse) eiken.

## Geboren in Gisborne
- Kelly Evernden (21 september 1961), tennisser
- Graham Sligo (24 december 1954), veldhockeyer
- Dame Kiri Te Kanawa (6 maart 1944), operazangeres
- Rico Gear (26 februari 1978), rugby union speler